# Piancogno
Piancogno (pronunciación italiana /pjaŋ'kɔɲɲo/)  es una localidad y comune italiana de la provincia de Brescia, región de Lombardía, con 4.583 habitantes.

## Evolución demográfica
| Gráfica de evolución demográfica de Piancogno entre 1861 y 2001 |
|                                                                 |
| Fuente ISTAT - elaboración gráfica de Wikipedia                 |